# 扭柄蘚
扭柄蘚（学名：Campylopodium medium）为曲尾蘚科扭柄蘚屬下的一个种。